# Kʼukʼ Bahlam I
Kʼukʼ Bahlam I, còn được gọi là Kuk và Bahlum Kʼukʼ (397—435) là người sáng lập và nhà vua Maya triều đại cầm quyền của thành phố Palenque. Ông đã thành lập ra vương triều vào ngày 11 tháng 3 năm 431.